# 阿达内罗
阿达内罗，是西班牙卡斯蒂利亚-莱昂阿维拉省的一个市镇。 总面积31km2, 总人口318人（2001年），人口密度10人/km2。